# 橙嘴鲣鸟
为鰹鳥科鲣鸟属的一种。曾被认为是蓝脸鲣鸟的一个亚种。分布于太平洋东海岸。通体羽毛除了飞羽和尾羽外均为白色，眼部周围为蓝黑色。喙长，为橙色。